# Volero Publilius
Volero Publilius est un homme politique romain du Ve siècle av. J.-C., tribun de la plèbe en 472 et 471 av. J.-C. et auteur de la Lex Publilia Voleronis.

## Biographie

### Le soulèvement populaire de 473
Au début du Ve siècle av. J.-C., la République romaine est régulièrement secouée par les luttes internes qui opposent les patriciens aux plébéiens. La situation est devenue plus tendue depuis que Spurius Cassius Vecellinus a proposé une loi agraire favorable à la plèbe mais que les patriciens et le Sénat refusent d'appliquer. Chaque année depuis la mort de Vecellinus, les tribuns de la plèbe tentent de la faire appliquer. En 473, Cnaeus Genucius, tribun de la plèbe, assigne les consuls de l'année passée en justice pour avoir ignoré cette loi. C'est la première fois qu'un tribun poursuit des consuls en évoquant ouvertement cette raison, les occasions précédentes, les tribuns avaient profité de revers militaires pour attaquer les consuls. Mais Cnaeus Genucius meurt juste avant le procès, peut-être assassiné à l'instigation des patriciens, et la procédure judiciaire est annulée. Dans le même temps, les consuls tentent de lever les soldats, probablement pour prévenir une insurrection de la plèbe dont l'un des représentants vient d'être assassiné. Mais la tentative des consuls tourne à l'émeute quand Volero Publilius, un ancien centurion, refuse énergiquement d'être pris comme simple soldat. Les licteurs sont envoyés pour l'appréhender et Volero fait appel aux tribuns. Ces derniers, peut-être à la solde des patriciens, n'interviennent pas alors qu'ils auraient pu exercer leur devoir d'assistance. Volero en appelle alors au peuple et déclenche une grave émeute, le peuple étant indigné par le manque d'indépendance des tribuns vis-à-vis des patriciens comme le laisse entendre leur inaction. Les consuls Vopiscus Iulius Iullus et Lucius Aemilius Mamercinus doivent se réfugier dans la curie et abandonne le projet de levée, ainsi que toute idée de répression, ce qui permet un retour au calme,.

### Premier tribunat plébéien
En 472, sous le consulat de Lucius Pinarius Mamercinus Rufus et Publius Furius Medullinus Fusus, Volero Publilius, instigateur de l'émeute de l'année passée et héros aux yeux des plébéiens, se fait élire tribun de la plèbe,. Il propose aussitôt de modifier le mode d'élection des tribuns afin de les rendre plus indépendants du patriciat. Son projet de loi (rogatio Publilia) prévoit que le vote au sein du concile plébéien soit désormais organisé sur la base des tribus et non plus des centuries,. En effet, les centuries sont dominées par les patriciens par le biais de leur clientèle, tandis que les tribus le sont par les possesseurs et les résidents fonciers, en excluant la foule des plébéiens sans domaine, des affranchis et des gens non indépendants, dédaigneusement appelée la multitude foraine ou la plèbe urbaine (turba forensis ou plebs urbana), base de la clientèle des patriciens. Par cette loi, Volero Publilius tente d'affaiblir le contrôle des patriciens sur les institutions que les plébéiens tentent de se donner.

### Deuxième tribunat plébéien
En 471 av. J.-C., Volero Publilius est réélu comme tribun de la plèbe pour mener à bien son projet. En réaction, le Sénat s'oppose avec vigueur à ce projet de loi et fait en sorte qu'Appius Claudius Sabinus soit élu consul pour 471 en raison de sa violence et de son intransigeance, et en souvenir de l’hostilité que son père a manifesté envers la plèbe. Sabinus s’oppose physiquement au déroulement du vote, mais doit, devant les menaces d'émeute, se replier dans la Curie et la Lex Publilia Voleronis est proclamée. La loi prévoit également d'augmenter le nombre de tribun de la plèbe, passant de deux à quatre pour Diodore de Sicile, voire à cinq pour Tite-Live et Denys d'Halicarnasse,.